# Landkreis Rotenburg (Wümme) (1885–1977)
Der Landkreis Rotenburg (Wümme) – bis zum Zweiten Weltkrieg Kreis Rotenburg (Hann.), danach bis 1969 Landkreis Rotenburg in Hannover – war bis 1977 ein Landkreis in Niedersachsen und befand sich im Süden des namensgleichen heutigen Landkreises. Kreisstadt war die namensgebende Stadt Rotenburg (Wümme). Für die ortsansässige Bevölkerung spielt der Altkreis Rotenburg bis heute eine große alltagsrelevante Rolle, da viele Organisationen, Firmen, Schulen, Vereine, Zeitungen und ähnliche Einrichtungen sich in ihrem Einzugsbereich an den früheren Kreisgrenzen orientieren.

## Nachbarkreise
Der Landkreis grenzte Anfang 1977 im Uhrzeigersinn im Norden beginnend an die Landkreise Bremervörde, Harburg, Soltau, Fallingbostel und Verden.

## Geschichte
| Lage des Kreises Rotenburg (Hann.) in der Provinz Hannover (1905) | Lage des Kreises Rotenburg (Hann.) in der Provinz Hannover (1905) |
| ----------------------------------------------------------------- | ----------------------------------------------------------------- |
|                                                                   |                                                                   |

Im Mittelalter gehörte die Region um Rotenburg zum geistlichen Territorium Verden, das nach dem für die Region verheerenden Dreißigjährigen Krieg zunächst Teil des schwedischen Gebietes Bremen-Verden innerhalb des Heiligen Römischen Reiches wurde. Nach einer kurzen dänischen Besetzung 1718/19 gelangte die Region an das Kurfürstentum Braunschweig-Lüneburg (auch Kurhannover genannt). Während der napoleonischen Kriege annektierte das Französische Kaiserreich die Gebiete zwischen Weser und Elbe. Nach dem Wiener Kongress und der Errichtung des Königreiches Hannover als Nachfolger des früheren Kurhannover wurden zur Verwaltung der Region Landdrosteien und Ämter geschaffen. So bestanden im Süden der Landdrostei Stade die Ämter Rotenburg und Ottersberg, die sich über Teile des historischen Territoriums Verden erstreckten. Nach Auflösung des Amtes Ottersberg fielen dessen östliche Teile an das benachbarte Amt Rotenburg. 1866 wurde das Königreich Hannover nach dem verlorengegangenen Deutschen Krieg durch Preußen annektiert. Die Verwaltungsstrukturen wurden zunächst beibehalten.
Am 1. April 1885 wurde im Rahmen der Bildung von Kreisen in der Provinz Hannover von 1884 aus dem Amt Rotenburg und der Gemeinde Fintel aus dem Amt Soltau der Kreis Rotenburg gebildet und dem Regierungsbezirk Stade zugeteilt. Die heute zur Samtgemeinde Fintel gehörende Gemeinde Lauenbrück wechselte 1932 aus dem Nachbarkreis Harburg in den Kreis Rotenburg. Nach dem Zweiten Weltkrieg wurde Hannover nach Auflösung Preußens zunächst wieder ein eigenständiges Land, bevor es sich mit kleineren Nachbarländern zum Land Niedersachsen vereinte, zu dem auch der Landkreis Rotenburg gehörte. In dieser Zeit übernahm der Landkreis die Patenschaft für den Landkreis Angerburg in Ostpreußen. Bis zum 18. Juni 1969 hieß der Landkreis Rotenburg in Hannover.
Eine umfangreiche Gemeindereform brachte das Gesetz zur Neugliederung der Gemeinden im Raum Rotenburg am 1. März 1974, durch das die Zahl der Gemeinden des Landkreises von 64 auf 21 verringert wurde. Durch die Eingliederung der Gemeinde Kettenburg aus dem Landkreis Fallingbostel in die Stadt Visselhövede erfuhr der Landkreis dabei einen kleinen Gebietszuwachs.
Am 1. August 1977 wurde der Landkreis im Rahmen der niedersächsischen Kreisreform  mit dem Landkreis Bremervörde, der bereits 1932 um den ehemaligen Kreis Zeven erweitert worden war, zum neuen, größeren Landkreis Rotenburg (Wümme) fusioniert.

## Einwohnerentwicklung
| Jahr | Einwohner | Quelle |
| ---- | --------- | ------ |
| 1890 | 19.642    | [ 4 ]  |
| 1900 | 21.128    | [ 4 ]  |
| 1910 | 25.425    | [ 4 ]  |
| 1925 | 29.171    | [ 4 ]  |
| 1939 | 33.821    | [ 4 ]  |
| 1950 | 59.909    | [ 4 ]  |
| 1960 | 52.300    | [ 4 ]  |
| 1970 | 56.300    | [ 5 ]  |
| 1977 | 60.600    | [ 6 ]  |

## Landräte
- 1885–1887 Theodor Lueder
- 1887–1901 Franz Heidmann
- 1901–1916 Friedrich von Mettenheim (1864–1932)
- 1916–1920 Heinrich von Müller
- 1920–1940 Armin von Lossow
- 1940–1945 Ernst Drewes (1903–1991)

- bis 7. Juni 1975 Helmut Tietje
- 13. August 1975 – 1. August 1977 Kurt Vajen[7]

## Gemeinden
Die folgende Liste enthält alle Gemeinden, die dem Landkreis Rotenburg (Wümme) bis 1977 angehörten, sowie alle Eingemeindungen:

| Gemeinde                 | eingemeindet nach | Datum der Eingemeindung | Anmerkung                      |
| ------------------------ | ----------------- | ----------------------- | ------------------------------ |
| Abbendorf                | Scheeßel          | 1. März 1974            |                                |
| Ahausen                  |                   |                         |                                |
| Bartelsdorf              | Scheeßel          | 1. März 1974            |                                |
| Bellen                   | Brockel           | 1. März 1974            |                                |
| Bleckwedel               | Visselhövede      | 1. März 1974            |                                |
| Borchel                  | Rotenburg (Wümme) | 1. März 1974            |                                |
| Bötersen                 |                   |                         |                                |
| Bothel                   |                   |                         |                                |
| Brockel                  |                   |                         |                                |
| Buchholz                 | Visselhövede      | 1. März 1974            |                                |
| Clüversborstel           | Reeßum            | 1. März 1974            |                                |
| Dreeßel                  | Visselhövede      | 1. März 1974            |                                |
| Drögenbostel             | Visselhövede      | 1. März 1974            |                                |
| Everinghausen            | Sottrum           | 1. März 1974            |                                |
| Eversen                  | Ahausen           | 1. März 1974            |                                |
| Fintel                   |                   |                         |                                |
| Groß Sottrum             | Sottrum           | 1928/29                 |                                |
| Hassel                   | Hemsbünde         | 1. März 1974            |                                |
| Hassendorf               |                   |                         |                                |
| Hastedt                  | Hemsbünde         | 1. März 1974            |                                |
| Hellwege                 |                   |                         |                                |
| Helvesiek                |                   |                         |                                |
| Hemsbünde                |                   |                         |                                |
| Hemslingen               |                   |                         |                                |
| Hetzwege                 | Scheeßel          | 1. März 1974            |                                |
| Hiddingen                | Visselhövede      | 1. März 1974            |                                |
| Höperhöfen               | Bötersen          | 1. März 1974            |                                |
| Horstedt                 |                   |                         |                                |
| Jeddingen                | Visselhövede      | 1. März 1974            |                                |
| Jeersdorf                | Scheeßel          | 1. März 1974            |                                |
| Kirchwalsede             |                   |                         |                                |
| Klein Sottrum            | Sottrum           | 1928/29                 |                                |
| Lauenbrück               |                   |                         | bis 1932 im Landkreis Harburg  |
| Lüdingen                 | Visselhövede      | 1. März 1974            |                                |
| Moordorf                 | Rosebruch         | 1928/29                 |                                |
| Mulmshorn                | Rotenburg (Wümme) | 1. März 1974            |                                |
| Nindorf                  | Visselhövede      | 1. März 1974            |                                |
| Ostervesede              | Scheeßel          | 1. März 1974            |                                |
| Ottingen                 | Visselhövede      | 1. März 1974            |                                |
| Reeßum                   |                   |                         |                                |
| Riekenbostel             | Kirchwalsede      | 1. März 1974            |                                |
| Rosebruch                | Visselhövede      | 1. März 1974            |                                |
| Rotenburg (Wümme), Stadt |                   |                         | bis 1969 Rotenburg in Hannover |
| Scheeßel                 |                   |                         |                                |
| Schleeßel                | Reeßum            | 1. März 1974            |                                |
| Schwitschen              | Visselhövede      | 1. März 1974            |                                |
| Söhlingen                | Hemslingen        | 1. März 1974            |                                |
| Sothel                   | Scheeßel          | 1. März 1974            |                                |
| Sottrum                  |                   |                         | 1928/29 neugebildet            |
| Stapel                   | Horstedt          | 1. März 1974            |                                |
| Stemmen                  |                   |                         |                                |
| Stuckenborstel           | Sottrum           | 1. März 1974            |                                |
| Süderwalsede             | Westerwalsede     | 1. März 1974            |                                |
| Taaken                   | Reeßum            | 1. März 1974            |                                |
| Unterstedt               | Rotenburg (Wümme) | 1. März 1974            |                                |
| Vahlde                   |                   |                         |                                |
| Visselhövede, Stadt      |                   |                         |                                |
| Waffensen                | Rotenburg (Wümme) | 1. März 1974            |                                |
| Wehnsen                  | Visselhövede      | 1. März 1974            |                                |
| Wensebrock               | Brockel           | 1928/29                 |                                |
| Westeresch               | Scheeßel          | 1. März 1974            |                                |
| Westerholz               | Scheeßel          | 1. März 1974            |                                |
| Westervesede             | Scheeßel          | 1. März 1974            |                                |
| Westerwalsede            |                   |                         |                                |
| Winkeldorf               | Horstedt          | 1. März 1974            |                                |
| Wittkopsbostel           | Scheeßel          | 1. März 1974            |                                |
| Wittorf                  | Visselhövede      | 1. März 1974            |                                |
| Wohlsdorf                | Scheeßel          | 1. März 1974            |                                |
| Worth                    | Hastedt           | 1928/29                 |                                |

Bis zu ihrer Auflösung in den 1920er Jahren bestanden im Kreis Rotenburg außerdem die beiden Gutsbezirke Trochel und Veerse.

## Kfz-Kennzeichen
Am 1. Juli 1956 wurde dem Landkreis bei der Einführung der bis heute gültigen Kfz-Kennzeichen das Unterscheidungszeichen ROH zugewiesen. Am 15. Oktober 1970 wurde es vom neuen Unterscheidungszeichen ROW abgelöst. Dieses wird bis heute im Landkreis Rotenburg (Wümme) ausgegeben. Das letzte Kennzeichen mit der Kennung ROH wurde am 12. Mai 1995 eingezogen. Das Unterscheidungszeichen wurde seitdem nicht mehr in der Anlage 1 der Straßenverkehrs-Zulassungs-Ordnung (StVZO) als auslaufend gelistet.